# Wieliszew
Wieliszew ist ein Dorf sowie Sitz der gleichnamigen Landgemeinde im Powiat Legionowski der Woiwodschaft Masowien, Polen.

## Gemeinde
Zur Landgemeinde (gmina wiejska) Wieliszew gehören folgende Ortschaften mit einem Schulzenamt (sołectwo):
Góra
Janówek Pierwszy
Kałuszyn
Komornica
Krubin
Łajski
Michałów-Reginów
Olszewnica
Olszewnica Nowa
Olszewnica Stara
Poddębie
Poniatów
Sikory
Skrzeszew
Topolina
Wieliszew

## Verkehr
Am Bahnhof Wieliszew zweigt die stillgelegte Bahnstrecke Wieliszew–Zegrze von der Bahnstrecke Legionowo–Tłuszcz ab. Der Ortsteil Janówek Pierwszy hat einen Haltepunkt an der Bahnstrecke Warszawa–Gdańsk.